# Polystichum setigerum
Polystichum setigerum är en träjonväxtart som först beskrevs av Presl, och fick sitt nu gällande namn av Presl. Polystichum setigerum ingår i släktet Polystichum och familjen Dryopteridaceae. Inga underarter finns listade.